# Louis Marsolleau
Louis Marsolleau (Brest, 21 juin 1864 - Asnières, 9 avril 1935), est un poète, chansonnier, compositeur, journaliste et auteur dramatique français.

## Biographie
Poète monté à Paris, il fréquente vers 1883, très jeune, le cercle des zutistes de Charles Cros, aux côtés de Jean Ajalbert, Alphonse Allais, Jean Moréas, etc. Il publie un recueil de poèmes en 1886, des romans, contes et nouvelles dans divers journaux, et des pièces de théâtre. Ses pièces ont été représentées sur les plus grandes scènes parisiennes de la fin du XIXe et du début du XXe siècle : théâtre des Bouffes-Parisiens, Comédie-Française, Théâtre Antoine, Théâtre de l'Odéon, etc. Auteur de chansons pour le cabaret du Chat noir, sa pièce Mais quelqu'un troubla la fête (1900), jugée anarchisante car elle s'en prend aux classes dirigeantes, fut interdite par la censure. Sa pièce est montée chaque année à l'occasion du premier mai par des coopératives ouvrières au début des années 1900, lorsqu'il est encore de gauche. Il est l'auteur de poèmes et de chansons antiboulangistes en 1889, de poèmes anticléricaux au début des années 1900. 
Il mène parallèlement une carrière de journaliste. Il collabore à divers quotidiens à partir de 1885. D'abord à des journaux de gauche : La Nation, Le Voltaire, La Bataille (1889), Le Rappel, comme chef des échos, La Petite République, La Marseillaise, Le Mot d'ordre. Puis à des quotidiens de droite :  L'Écho de Paris, Paris-journal, Le Figaro - dès 1909 -, La France, L’Éclair, comme chef des services littéraires. Il termine sa carrière à l'hebdomadaire Le Charivari - il y donne une chronique politique en vers - et au quotidien L'Ordre d'Émile Buré; il y publie chaque jour un article sur l'actualité intitulé « à-propos » ainsi que des poèmes amusants. Comme Buré, il est passé de la gauche à la droite patriote et anticommuniste, écrivant en 1923 : « Moi aussi j'ai été révolutionnaire et même anarchiste. Je ne m'en dédis pas. Tout homme, qui dans sa verte jeunesse, ne s'est pas révolté contre l'iniquité sociale, ne mérite pas de mûrir. Je ne renie nullement mais quelqu'un troubla la fête, qui demeure, de mes œuvres, celle que je préfère ». Il vitupère ainsi l'URSS et les « métèques proboches (...) déguisés en agneaux pacifistes ».
Chevalier de la Légion d'honneur en 1920, il est promu officier en 1932.

## Œuvres
Théâtre
- Son petit cœur, comédie en 1 acte, 1893
- Le Bandeau de Psyché, comédie en un acte, en vers, créée le 21 mai 1894 à la Comédie-Française (Lire en ligne)
- Le Dernier Madrigal, comédie en 1 acte, en vers, 1898
- Hors les lois, comédie en 1 acte, en vers, avec Byl, 1898
- La Folie de Pierrot, mimodrame, avec Arthur Byl, musique de Paul Vidal, 1900
- Mais quelqu'un troubla la fête, un acte en vers, 1900 (Lire en ligne)
- Le Roi galant, comédie en 4 actes, en vers, avec Maurice Soulié, 1904
- Le Talisman, drame en quatre actes et en vers, 1905 (Lire en ligne)
- Y a du bon !, scène militaire, 1905
- Babouche, un acte en vers, avec Jacques Loria, 1906
- Le Mendiant d'amour, opérette en 3 actes et 4 tableaux, avec Ernest Grenet-Dancourt, musique de Henri José, 1908
- Émilienne aux Quat'z'Arts, pantomime ballet, avec Georges Courteline, 1913

Poésies et chansons
- Les Baisers perdus, A. Lemerre, 1886 (Lire en ligne)
- Chansons de la bataille, La Bataille, 1889
- Mon moulin !, musique de Paul Vidal, 1889
- Mon tarif !, musique de Félicien Vargues, 1896
- Le Chien, musique de Charles Cuvillier, 1896
- Les Loups blancs, musique de Cuvillier, 1896
- Le Voyage !, mélodie pour mezzo-soprano, musique d'Aymé Kunc, 1899
- Madrigal, pour baryton ou mezzo-soprano, poésie de Louis Marsolleau, musique de Henry Bour, 1903
- Ophélie !, musique de Cuvillier, 1903
- Moto-girl, air anglais pour chant et piano, musique de Rodolphe Berger, interprétée par Yvette Guilbert, 1904
- Air de menuet, musique de Joseph Bablon, 1907
- Le Joli Seau, chansonnette, paroles et musique, G. Ondet, 1910
- Pépins et Trognons, P. Ollendorff, 1910 (Lire en ligne)
- Le Save, chœur à quatre voix d'hommes, avec épisodes, paroles de Louis Marsolleau et Henri Darsay, musique de Aymé Kunc, 1911
- Th. Terestchenko. Gris dans le Ciel !, Rouart Lerolle, 1917
- Poèmes de guerre, pour chant et piano, musique d'Adolphe Borchard, 1922